# The Kid Laroi (певец)
Чарлтън Кенет Джефри Хауърд (на английски: Charlton Kenneth Jeffrey Howard) (роден на 17 август 2003 г.), известен като The Kid LAROI, е австралийски рапър, певец и автор на песни.
Първоначално Хауърд получава признание от приятелството си с американския рапър Juice Wrld, докато е на турне в Австралия. Той печели местни последователи, преди да се присъедини към споразумение за партньорство с Lil Bibby's Grade A Productions и Columbia Records. През 2020 г. със сътрудничеството си с Juice Wrld, песента „Go“ достига номер 52 в Billboard Hot 100. Дебютният му микстейп, F*ck Love (2020), достига номер едно в австралийските класации ARIA, което го прави най-младият австралийски соло изпълнител, който някога е достигал върха на класацията, а също така достига номер едно в американския Billboard 200.   Освен това песните на Хауърд „Without You“ и ремиксът му с Майли Сайръс, както и сътрудничеството му с Джъстин Бийбър, „Stay“, достигат десетката на Billboard Hot 100.
От 2020 г. Хауърд живее в Лос Анджелис с майка си и по-малкия си брат и има връзка с Катарина Деме.

## Дискография
Студийни албуми
- Kids Are Growing Up (Децата растат) (2022)[5]